# Joan Segura i Gotsens

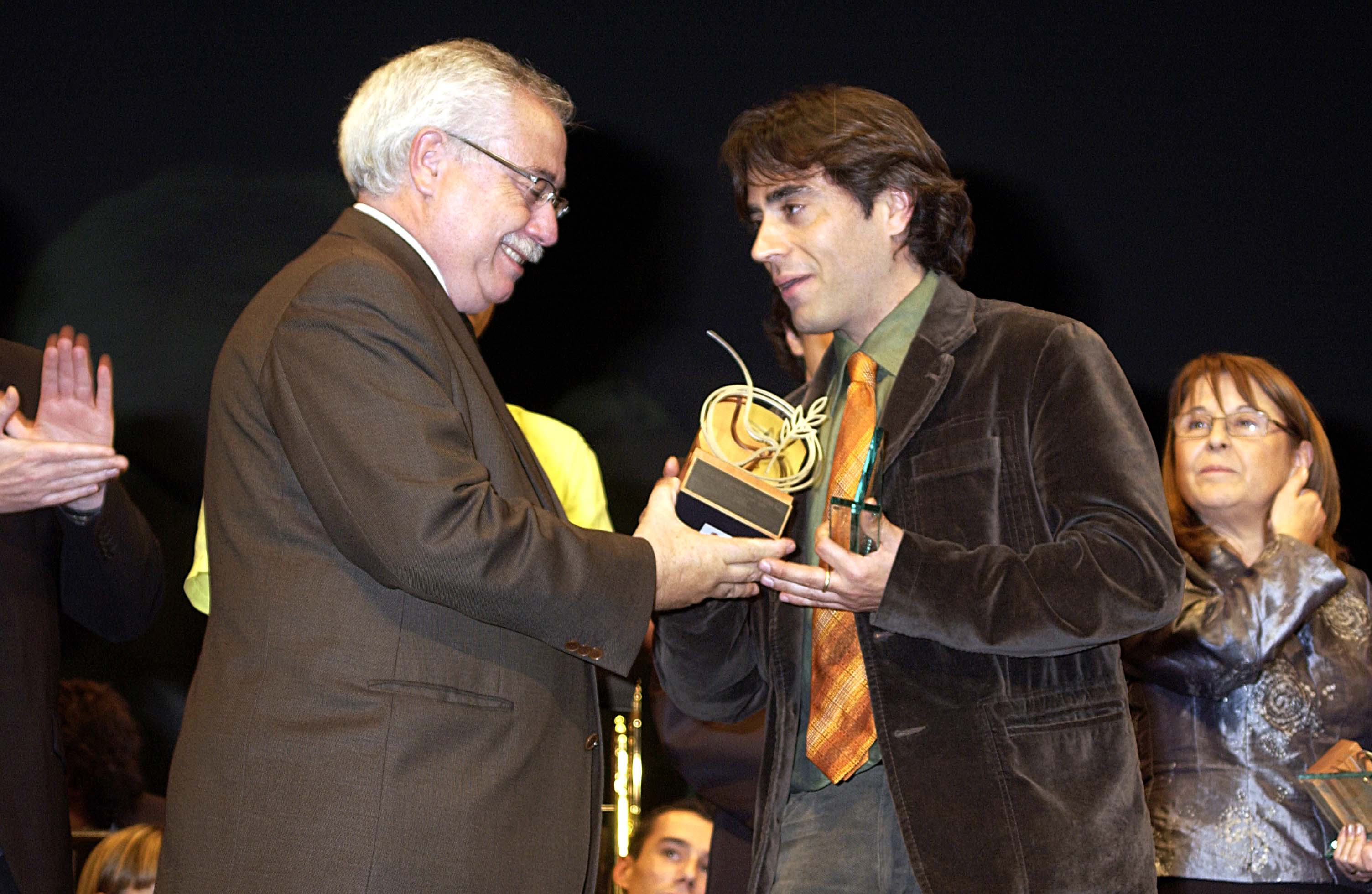
Lliurament del premi Sardana de l'Any 2007 al fill de Joan Segura (dreta)

Joan Segura i Gotsens (Olesa de Montserrat, Baix Llobregat, 7 d'octubre de 1936 - Olesa de Montserrat, Baix Llobregat, 7 de gener de 2017) va ser un compositor de sardanes.
Va estudiar al Conservatori Municipal de Música de Barcelona.
Des del 1957 i fins al final de la seva carrera com a compositor, va compondre un total de 16 sardanes. La darrera, Cinquanta anys junts, meresqué el reconeixement del sardanisme, i amb la qual aconseguí el preuat guardó de la Sardana de l'Any 2007.
Amb aquest motiu, a finals de juliol, la seva població li reté un càlid homenatge amb la participació musical de la cobla Vila d'Olesa, que interpretà composicions del mestre, totes dedicades a Olesa, els seus entorns o de gent de la vila.
La nit de l'11 de novembre de 2009 va rebre el premi Joan Cererols i Fornells de Música en la VI edició dels Premis de Reconeixement Cultural del Baix Llobregat, concedits pel Centre d'Estudis Comarcals del Baix Llobregat en un acte de lliurament que va tenir lloc a la localitat d'Esparreguera.
El dia 7 de gener de 2017 va morir cristianament al seu domicili d'Olesa de Montserrat.